# Valentin Olberg
Valentin Pavlovitj Olberg (ryska: Валентин Павлович Ольберг), född 1907 i Zürich, död 25 augusti 1936 i Moskva, var en sovjetisk bolsjevikisk politiker. 

## Biografi
Valentin Olberg var son till journalisten Paul Olberg.
Under en period var Olberg medlem av den så kallade Landau-gruppen, uppkallad efter den österrikiske kommunisten Kurt Landau (1903–1937). Olberg ingick därmed även i vänsteroppositionen.
I samband med den stora terrorn greps Olberg i januari 1936 och åtalades vid den första Moskvarättegången den 19–24 augusti 1936; enligt åtalet hade han tillsammans med andra tillhört en terrororganisation under Trotskijs ledning. Därtill hade han haft kontakt med Gestapo. Olberg dömdes till döden och avrättades genom arkebusering den 25 augusti 1936. Olbergs och de andra avrättades kroppar kremerades och deras aska begravdes på Donskojs begravningsplats.
Olberg rehabiliterades år 1988.